# Франсиску-Бадаро
Франсиску-Бадаро (порт. Francisco Badaró) — муниципалитет в Бразилии, входит в штат Минас-Жерайс. Составная часть мезорегиона Жекитиньонья. Входит в экономико-статистический  микрорегион Капелинья. Население составляет 10 366 человек на 2006 год. Занимает площадь 463,777 км². Плотность населения — 22,4 чел./км².

## История
Город основан 30 декабря 1962 года.

## Статистика
- Валовой внутренний продукт на 2003 год составляет 20 122 717,00 реалов (данные: Бразильский институт географии и статистики).
- Валовой внутренний продукт на душу населения на 2003 год составляет 1946,10 реалов (данные: Бразильский институт географии и статистики).
- Индекс развития человеческого потенциала на 2000 год составляет 0,646 (данные: Программа развития ООН).